# Nébuleuse de la Patte de Chat
NGC 6334
NGC 6334 est une nébuleuse en émission et une région de formation d'étoiles située dans la constellation du Scorpion. NGC 6334 a été découvert par l'astronome britannique John Herschel en 1837. Cette nébuleuse est habituellement appelée la nébuleuse de la Patte de Chat et moins souvent la nébuleuse de la Patte d'Ours. 
NGC 6334 est à environ 1 025 pc (∼3 340 al) du système solaire et les dernières estimations lui donnent un âge de 500 millions d'années. La taille apparente de l'amas est de 35 par 20 minutes d'arc, ce qui, compte tenu de la distance, donne une taille réelle maximale d'environ 50 années-lumière. 

## Caractéristiques
On cite souvent une distance de 5500 années-lumière pour cette nébuleuse, mais des mesures plus récentes effectuées en 2018 rapportent plutôt une distance s'approchant de 3700 années-lumière (1132 pc).
NGC 6334 est une nurserie d'étoiles massives parmi les plus actives de notre galaxie. Elle renferme de jeunes étoiles massives nées dans les derniers millions d'années qui atteignent des masses dix fois supérieures à celle du Soleil. Cette région renferme aussi de nombreuses étoiles en bas âge enfouies profondément dans la poussière, ce qui rend l'étude de la région particulièrement difficile. Au total, on estime qu'elle pourrait contenir plusieurs dizaines de milliers d'étoiles.
Une étude de la région en ondes radio, réalisée avec le réseau de radiotélescopes ALMA et publiée en 2020, a révélé la présence de 142 sources compactes de formation d'étoiles réparties en quatre amas principaux identifiés par les auteurs comme NGC 6334-E, NGC 6334-I, NGC 6334-I(N) et NGC 6334-I(NW). La région NGC 6334-E semble être la plus évoluée des quatre, montrant notamment une région HII bien développée. NGC 6334-I arrive quant à elle au second rang. La région NGC 6334-I(N) contient la population de noyau de poussière la plus développée et la région NGC 6334-I(NW) renferme des régions de poussière de faible masse sans signes évidents de région HII. Notons aussi que cet article cite une distance de 1,3 ± 0,3 kpc (∼4 240 al) en citant une étude publiée en 2014.

## Galerie

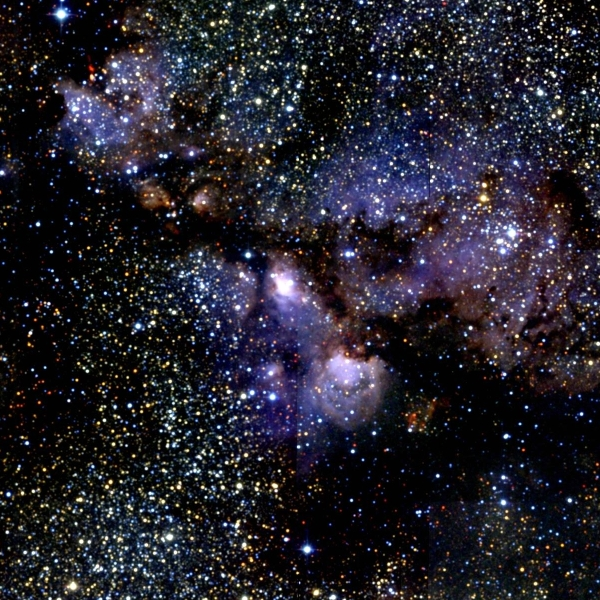
La nébuleuse de la Patte de Chat en infrarouge par le relevé 2MASS.
Autre image en infrarouge de NGC 6334 par le télescope spatial Spitzer.
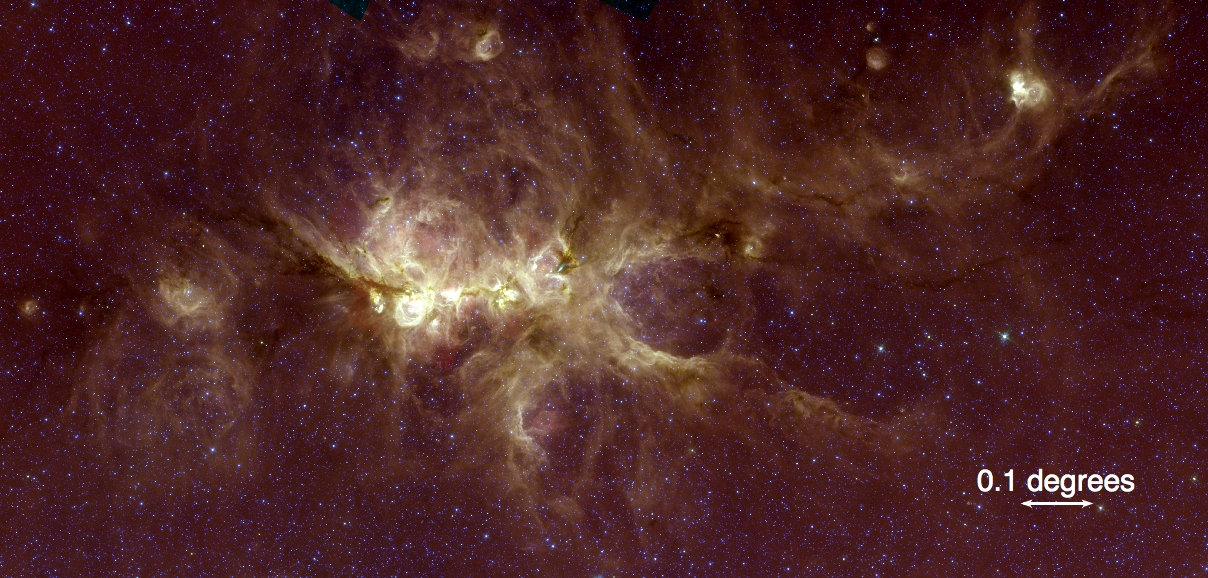
Autre image de NGC 6334 réalisée par Spitzer.
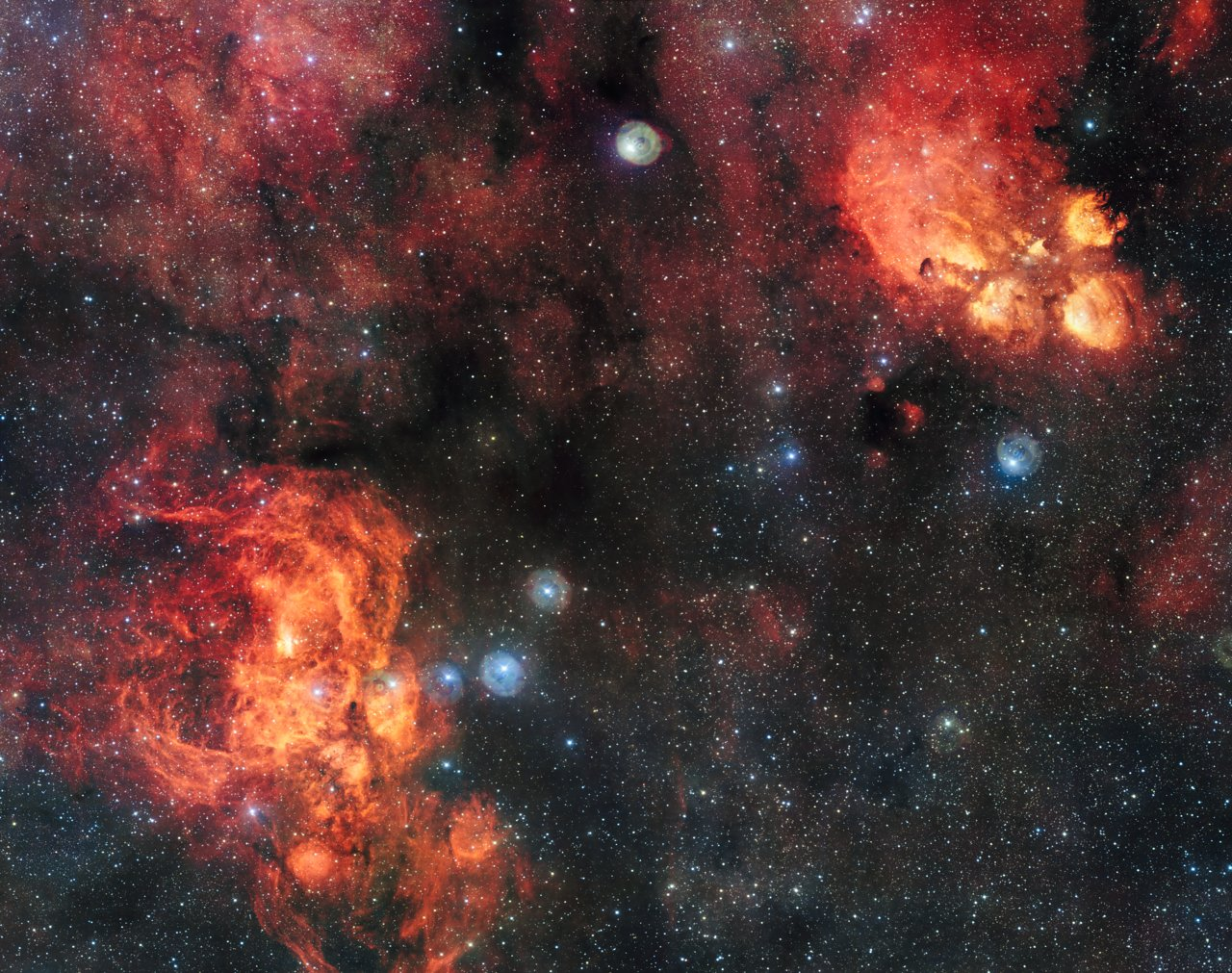
La nébuleuse NGC 6334 en haut à droite et la nébuleuse du Homard (NGC 6357) en bas à gauche par le Très Grand Télescope.
Image de NGC 6334 provenant de l'Observatoire de La Silla.
Image en infrarouge provenant du télescope VISTA de l'Observatoire européen austral.
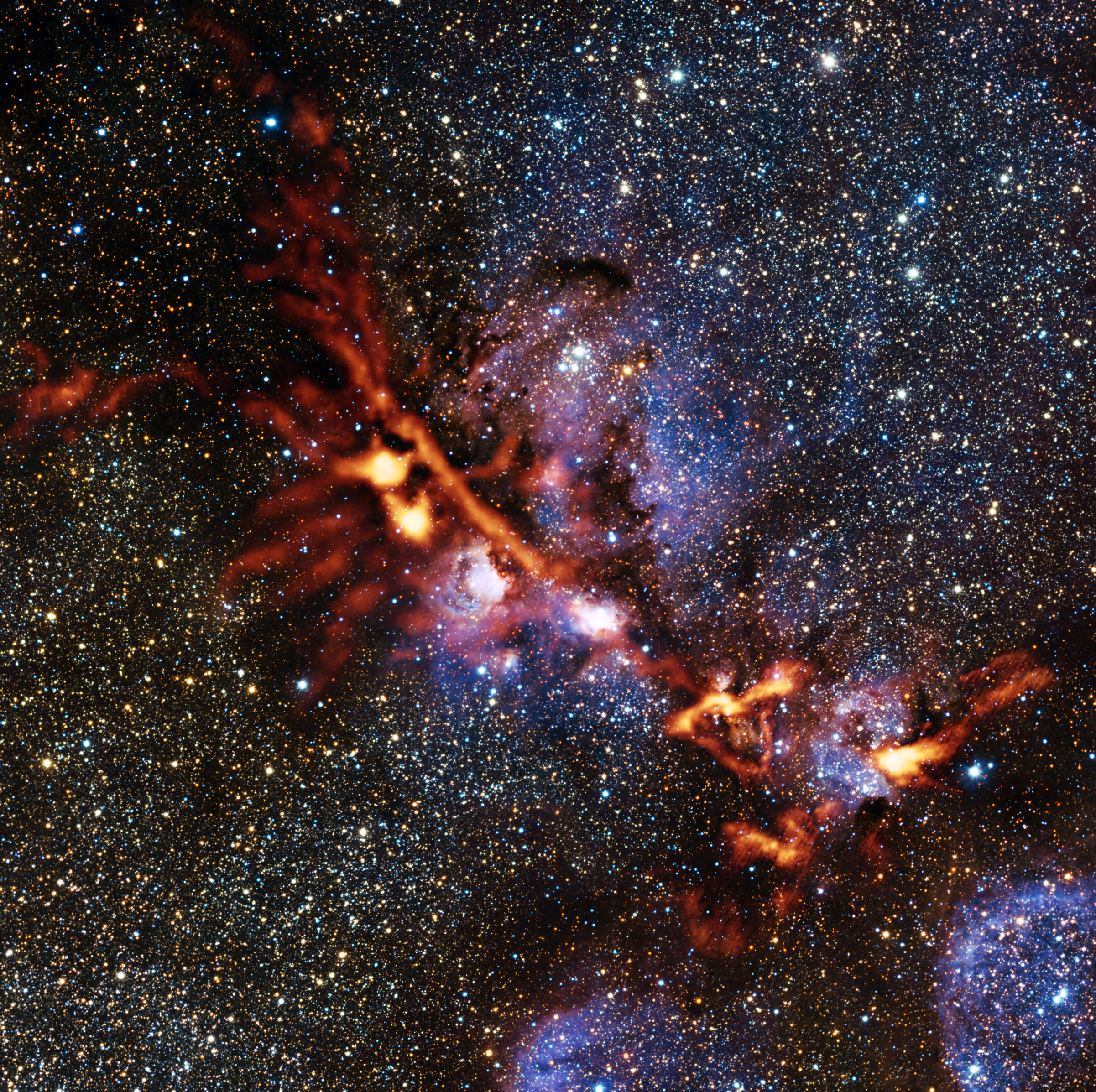
Image de NGC 6334 dans le proche infrarouge réalisée par l'instrument ArTeMiS du télescope VISTA.
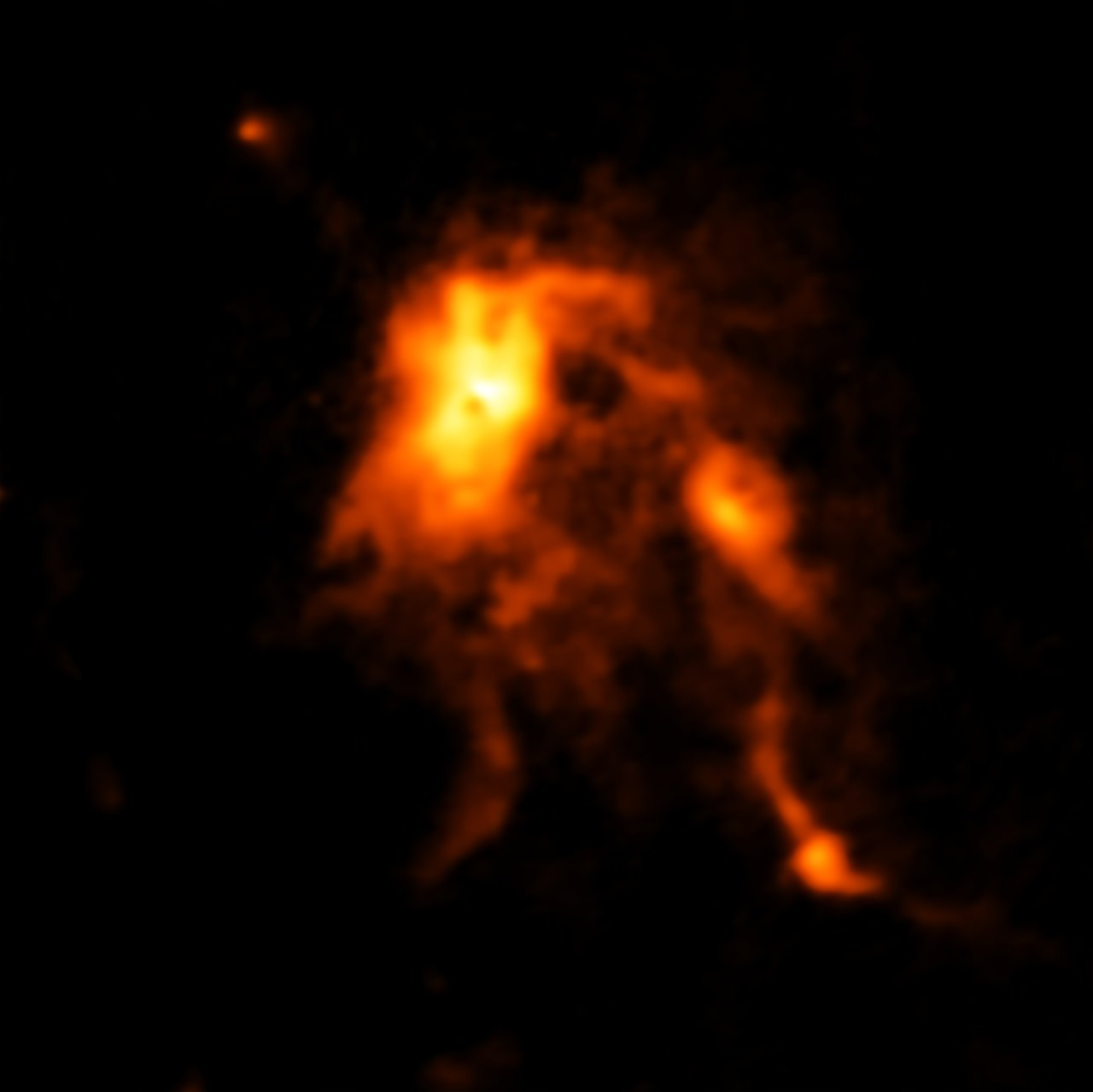
Image dans le domaine des ondes radio réalisée par le réseau de radiotélescopes ALMA.
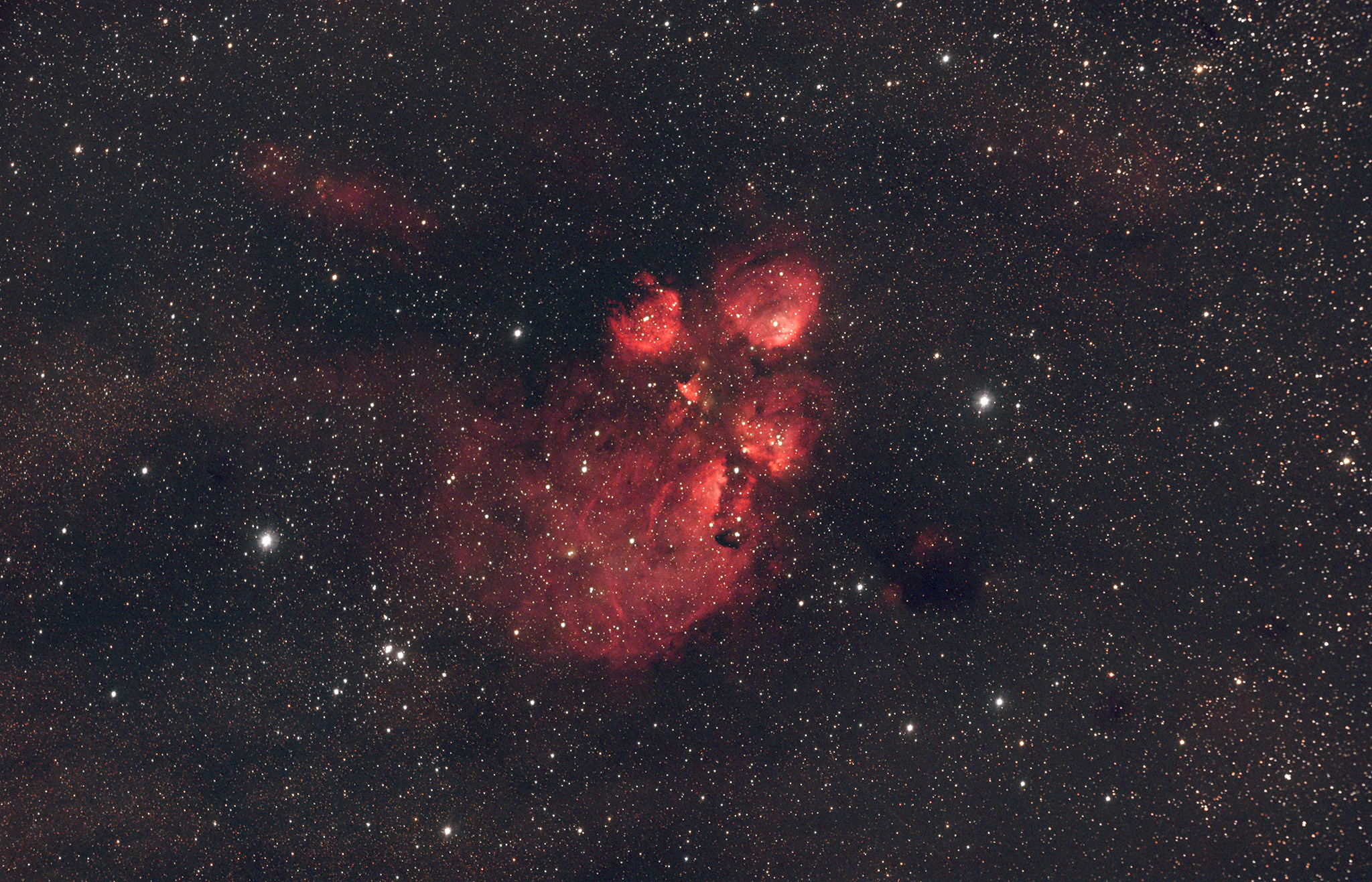
NGC 6334 par un astronome amateur.
Image prise par le James Webb en 2025.
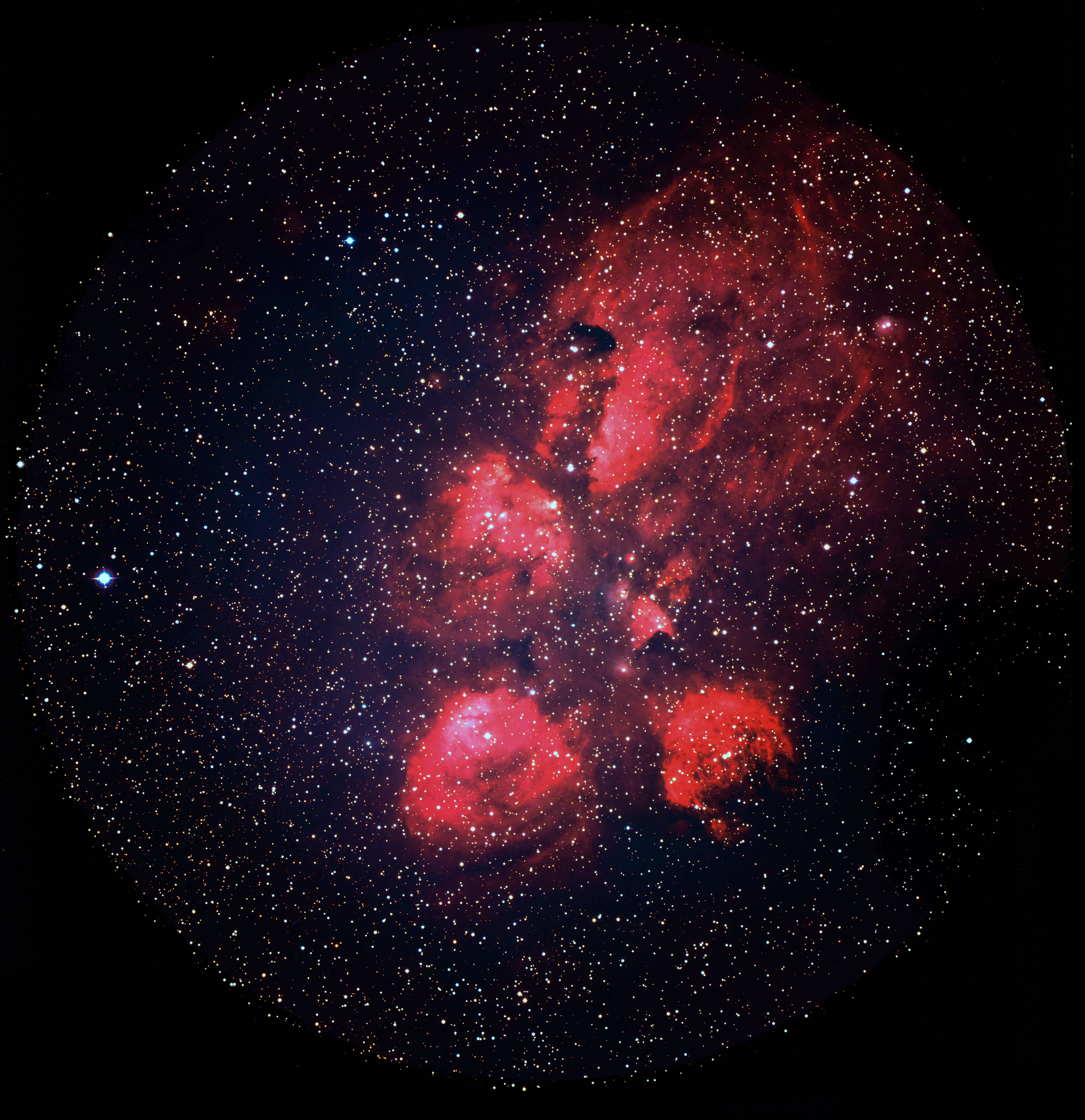
Image captée en 1986 par le télescope de 3,6 m de l'Observatoire de la Silla.
- VISTA infrared view of NGC 6334.